# 마도전기 및 뿌요뿌요의 등장인물 목록
다음은 컴파일과 세가가 제작한 《마도전기》와 《뿌요뿌요》에 등장하는 등장인물 목록이다. 등장하는 게임 순서대로 나열한다.

## 마도전기
- 아르르 나쟈(アルル・ナジャ, Arle Nadja)[a]
  - 일본어 성우: 쿠루스 레이코, 미츠이시 코토노, 이노우에 마미, 오자와 미나코,[1] 모토이 에미, 미우라 히로미, 소노자키 미에, 우노 미사코
  - 한국어 성우: 강수진
  - 영어 성우: 알리 존스턴, 에리카 멘데즈

《마도전기》 및 《뿌요뿌요》 시리즈의 주인공으로 《마도 이야기 1-2-3》에서 처음 등장했다. 어린 나이에 시험을 위해 던전을 돌파한다. 세가가 제작한 작품에서는 모험을 사랑하는 씩씩한 성격의 신출내기 마술사이다. 카방클과 항상 함께 다닌다.
- 카방클(カーバンクル, Carbuncle)

아르르와 함께 다니는 노란색 수수께끼 생물. 《마도전기》에서 아르르의 시험에 동행한다. 《뿌요뿌요》에서는 맛있는 것을 찾아 변덕스럽게 행동한다.
- 루루(ルルー, Rulue)

《마도 이야기 1-2-3》에서 처음 등장했다. 아르르의 대적자를 자처한다. 《뿌요뿌요》 시리즈에선 사탄을 사랑한다. 세가가 제작한 작품부터는 섹시한 격투 여왕으로서 등장한다.
- 셰죠 위그이(シェゾ・ウィグィィ, Schezo Wegey)

《마도 이야기 1-2-3》에서 처음 등장했다. 나이불명의 마도사이다. 《뿌요뿌요》 시리즈에선 충격적인 말실수를 연발하는 마도사겸 검사로 등장한다.
- 사탄(サタン, Satan)

《마도전기》 시리즈의 악당. 영어판 이름은 '다크 프린스 (Dark Prince)'이다. 《마도전기》에서는 카방클에 관심을 보인다. 《뿌요뿌요》에서는 뿌요지옥을 창조한 보스로서 아르르를 좋아해 쫓아다닌다.
- 드라코켄타우로스(ドラコケンタウロス, Draco Centauros)

인간과 용 사이의 혼혈 소녀. 《마도 이야기 1-2-3》에서부터 일반 적으로서 등장한다. 《뿌요뿌요》 시리즈에선 미소녀 콘테스트 우승을 꿈꾸는 순진한 인물로 등장한다.
- 윗치(ウィッチ, Witch)

빗자루를 타는 신출내기 마녀. 《마도 이야기 1-2-3》에서부터 일반 적으로서 등장한다. 《뿌요뿌요》 시리즈에서는 마법약 실험이 취미이다.
- 하피(ハーピー, Harpy)

날개 달린 소녀. 《뿌요뿌요》에서는 노래하기를 좋아하나 끔찍한 음치다.

## 뿌요뿌요 피버
- 아미티(アミティ, Amitie)

세가가 제작하기 시작한 《뿌요뿌요 피버》에서 소개된 주인공이다. 프림프 마법학교 학생으로 멋진 마법사를 꿈꾸는 소녀이다. 실수가 잦으나 활기찬 성격을 지녔다.
- 라피나(ラフィーナ, Raffina)[b]

프림프 마법학교에 다니는 아미티의 동급생이다. 마법보다 체술에 능숙한 아가씨이다.
- 아코르 선생님(アコール 先生, Ms. Accord)

프림프 마법학교의 교사.

## 뿌요뿌요 피버 2
시그 (シグ, Sig)
프림프 마법학교 학생으로 한쪽 눈과 팔이 빨갛다. 벌레에 관심이 많다.

## 뿌요뿌요 7
안도 링고 (あんどうりんご)
《뿌요뿌요 7》에서 소개된 주인공으로 스즈란 중학교에 다니는 학생이다. 두뇌가 명석하고 호기심이 왕성하다. 유령을 무서워한다.
사사키 마구로 (ささきまぐろ)
스즈란 중학교에 다니는 링고의 동급생. 지적이지만 허풍이 심하다.

## 뿌요뿌요!! 퀘스트
아타리 (あたり)
《뿌요뿌요!! 퀘스트》 스토리 모드의 주인공이자 시공탐정사에 신입 아르바이트생으로 입사한 견습 탐정. 일에 대한 의욕이 많다.

## 뿌요뿌요 테트리스
티 (ティ, Tee)
《뿌요뿌요 테트리스》에서 소개된 주인공으로 우주선 테트 호를 관리하는 함장이다. 현 테트리스 왕이다.
오 (オー, O)
동그란 모양을 하고 테트 호를 책임지는 티의 파트너이다. 할 수 있는 말이 '삐'밖에 없다.
에스 (エス, Ess)
테트 호의 일등항해사이다. 귀여운 외모를 지녔으나 독설을 잘 하는 제멋대로의 성격을 가졌다. 엑스의 딸이나 자신을 기른 로봇 제트를 아버지로 여긴다.

## 뿌요뿌요 크로니클
아리 (アリィ, Ally)
모바일 게임 《뿌요뿌요!! 퀘스트》에서 이벤트로 앞서 등장했으며 본편 게임 《뿌요뿌요 크로니클》에서 정식으로 등장했다. 사랑의 힘으로 모든 것을 해결하려는 이세계의 아이다.
라피솔 (ラフィソル, Rafisol)
이세계에서 온 의문의 존재이다. 거대한 힘을 지녔다.

### 내용주
1. ↑  아케이드 《뿌요뿌요 (1992)》 영어판 이름은 실바나(Silvana)).
2. ↑  《뿌요뿌요 피버》 영어판 표기는 "Raffine"이었으나 《뿌요뿌요 테트리스》부터 현재와 같이 변경.

### 참조주
1. ↑  “『ぷよぷよ』誕生秘話に大興奮 『魔導同窓会！コンパイルナイト！！』レポート”. 《週刊アスキー》. 2012년 3월 29일. 2021년 8월 30일에 확인함.
2. 1 2 3 4 5 6 7 8 9 10 11 12 13 14 15 16 17  “캐릭터 - 액션 퍼즐 "뿌요뿌요 테트리스 2"”. 세가. 2023년 10월 18일에 확인함.
3. ↑  GM카방클 (2023년 9월 14일). “캐릭터 소개 《아르르》”. 《네이버 게임 - 뿌요뿌요!! 퀘스트》. 2023년 10월 18일에 확인함.
4. ↑  GM카방클 (2023년 9월 15일). “캐릭터 소개 《카방클》”. 《네이버 게임 - 뿌요뿌요!! 퀘스트》. 2023년 10월 19일에 확인함.
5. ↑  “Puyo Puyo Tetris- Characters”. 《뿌요뿌요 테트리스》. 2023년 10월 19일에 확인함.
6. ↑  GM카방클 (2023년 9월 19일). “캐릭터 소개 《아미티》”. 《네이버 게임 - 뿌요뿌요!! 퀘스트》. 2023년 10월 20일에 확인함.
7. ↑  GM카방클 (2023년 9월 18일). “캐릭터 소개 캐릭터 소개 《링고》”. 《네이버 게임 - 뿌요뿌요!! 퀘스트》. 2023년 10월 20일에 확인함.
8. ↑  GM카방클 (2023년 9월 16일). “캐릭터 소개 《아타리》”. 《네이버 게임 - 뿌요뿌요!! 퀘스트》. 2023년 10월 22일에 확인함.
9. ↑  GM카방클 (2023년 10월 11일). “캐릭터 소개 《그림자 왕관 라피솔》”. 《네이버 게임 - 뿌요뿌요!! 퀘스트》. 2023년 10월 18일에 확인함.